# Jorge Ferreira da Silva
Jorge Ferreira da Silva, mais conhecido como Palhinha (Carangola, 14 de dezembro de 1967), é um empresário, técnico e ex-futebolista brasileiro que atuava como atacante.

## Carreira como jogador

### Início
Os primeiros passos de Palhinha no futebol foram no Venda Nova, pequeno time de Belo Horizonte, aos dez anos.
Dois anos depois, foi para o Santa Teresa, onde ficou até os dezoito anos, quando foi para o América Mineiro. Foi defendendo o América que ele venceu o Troféu Guará, dado pela imprensa mineira aos destaques do futebol local, em 1986, 1987, 1988 e 1990.

### São Paulo
No início de 1992, foi emprestado até o fim de julho ao São Paulo, com o valor do passe fixado em quatrocentos mil dólares. Em maio, quando já estava se destacando como artilheiro da Libertadores, reivindicou a contratação em definitivo. "A condição de emprestado deixa sempre na gente uma certa incerteza profissional", disse. "Além disso, acho que o preço está dentro do mercado, de ocasião."
Palhinha foi Bicampeão da Libertadores, em 1992 e 1993, e do Mundial Interclubes, no Japão, nos mesmos anos. Conquistou ainda o Paulistão de 1992, o bicampeonato da Recopa Sul-Americana, em 1993 e 1994, e a Supercopa da Libertadores, em 1993. Na partida de ida das semifinais da Libertadores de 1992, quando marcou seu sétimo gol no torneio (que lhe valeria a artilharia), teve seu nome cantado pela torcida são-paulina. Também marcou o primeiro gol tricolor na decisão do Mundial de 1993, contra o Milan.

### Cruzeiro
Negociado com o Cruzeiro em 1996 (numa troca envolvendo vários jogadores: Belletti e Serginho por Gilmar, Vítor, Donizete e Aílton, além do próprio Palhinha), foi Campeão da Copa do Brasil daquele ano.
Pelo clube, venceu novamente a Taça Libertadores da América em 1997.

### Mallorca, Flamengo e Grêmio
Depois transferiu-se para o Mallorca, da Espanha, em 1997, tendo sido a contratação mais cara do time balear até então, que pagou à época cerca de 5 milhões de reais pelo jogador. 
Todavia, ficaria pouco tempo na Europa, cumprindo apenas seis meses do contrato de três anos. Retornou para o Flamengo em 1998, numa equipe que, apesar de repleta de estrelas, não vingou e pelo Grêmio em 1999, quando se sagrou campeão gaúcho.

### Retorno ao América Mineiro
Retornou ao América Mineiro em 2000, onde se sagrou campeão da Copa Sul-Minas. Palhinha figura como o sétimo maior artilheiro do "Coelho".

### Outros clubes
Depois, passou sucessivamente por Sporting Cristal do Peru, em 2000, Gama, em 2001, Alianza Lima (onde foi campeão peruano, também em 2001), Marília, entre 2001 e 2002, novamente o América Mineiro, em 2002, Khaimah Sports (Emirados Árabes Unidos), em 2003, Uberaba, em 2003, Bandeirante de Birigui e Ipatinga, em 2004, Chapecoense e Farroupilha, em 2005, e Guarulhos, seu último clube como jogador, em 2006.

### Seleção Brasileira
Na Seleção Brasileira, Palhinha fez sua estreia em agosto de 1992, num amistoso contra o México, em Los Angeles.
Marcou seu primeiro gol em junho do ano seguinte, contra o Chile, na Copa América.
Chegou a ser cotado para defender a Seleção na Copa do Mundo de 1994, mas o técnico Carlos Alberto Parreira não o convocou.
Ele disputou 16 jogos pela Seleção, marcando 5 gols.

## Carreira como técnico e empresário
Iniciou a carreira de treinador em 2007, comandado as categorias de base do São Bernardo.
Em 2008, foi para a Matonense. Nesse mesmo ano, comandou o Campo Limpo Paulista, o Araxá e a URT de Patos de Minas.
Em 2010, foi coordenador técnico do São Bernardo, voltando a comandar o time em 2011.
Em 2013 foi para Los Angeles, nos Estados Unidos, comandar a academia de futebol do Corinthians naquele país.

## Títulos

### Como jogador
São Paulo
- Campeonato Paulista: 1992[21]
- Copa Libertadores da América: 1992 e 1993
- Copa Intercontinental: 1992 e 1993
- Recopa Sul-Americana: 1993 e 1994
- Supercopa da Libertadores: 1993
- Copa CONMEBOL: 1994

Cruzeiro
- Campeonato Mineiro: 1996 e 1997
- Copa do Brasil: 1996
- Copa Libertadores da América: 1997

Grêmio
- Campeonato Gaúcho: 1999

América-MG
- Copa Sul-Minas: 2000

Alianza Lima
- Campeonato Peruano: 2001

Marília
- Campeonato Paulista - Série A2: 2002

### Artilharias
São Paulo
- Copa Libertadores da América: 1992 - 7 gols
- Copa Ouro: 1995 - 1 gol